# ClayFighter
 (juin 2019).
Si vous disposez d'ouvrages ou d'articles de référence ou si vous connaissez des sites web de qualité traitant du thème abordé ici, merci de compléter l'article en donnant les références utiles à sa vérifiabilité et en les liant à la section « Notes et références ».
ClayFighter est un jeu de combat développé par Visual Concepts et édité par Interplay Entertainment, sorti en 1993 sur Super Nintendo et 1994 sur Mega Drive.
La principale originalité du jeu vient de la représentation des personnages en pâte à modeler.

## Système de jeu
C'est un jeu de combat typique.  On a une variété de personnage a choisir incluant : Bad Mr. Frosty "un bonhomme de neige méchant", Taffy "un personnage qui ressemble à un rouleau" ou le blob "Un blob... "

## Réception
La version Super Nintendo est notée 81% par le magazine Consoles + et 88% par le magazine Joypad (magazine)